# Augusta de Cambridge
Augusta de Cambridge (Palácio de Montbrillant, 19 de julho de 1822 —  Neustrelitz, 5 de dezembro de 1916) foi um membro da família real britânica, uma neta do rei Jorge III do Reino Unido. Casou-se com o grão-duque de Meclemburgo-Strelitz e tornou-se grã-duquesa.

## Primeiros anos

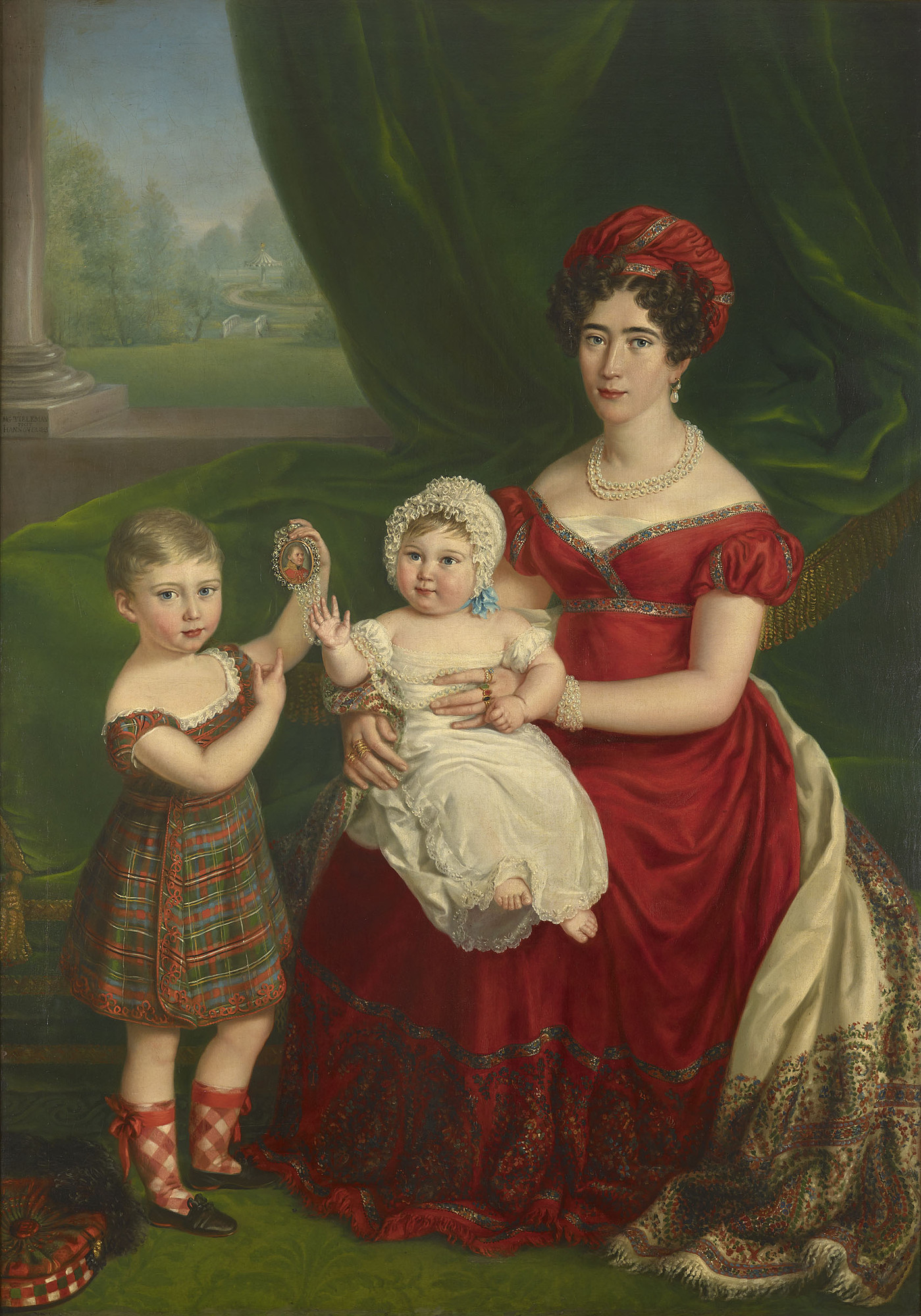
Augusta com sua mãe e seu irmão Jorge, por Melchior Tieleman, 1823

A princesa Augusta nasceu no dia 19 de julho de 1822 no Palácio de Montbrillant em Hanôver. O seu pai era o príncipe Adolfo, duque de Cambridge, o sétimo filho do rei Jorge III e da princesa Carlota de Meclemburgo-Strelitz. A sua mãe era a princesa Augusta de Hesse-Cassel. A jovem princesa foi baptizada, no dia 16 de agosto de 1822, no mesmo palácio em que tinha nascido, pelo reverendo Curtis Kemp. 
Três dos seus padrinhos estavam presentes no baptizado: a condessa Carolina de Hesse-Cassel, sua avó materna e duas irmãs dela. Os restantes não estavam presentes, mas foram representados pelo Duque de Iorque, pela rainha Carlota de Württemberg, a princesa Augusta Sofia, a Condessa de Hesse-Homburg, a Duquesa de Gloucester e a princesa Sofia, todos tios paternos de Augusta. 
Além destes estavam também presentes a Eleitora de Hesse, esposa do eleitor Guilherme II, primo da sua mãe, a Grã-duquesa de Meclemburgo, sua tia materna e a princesa Carlota, esposa do seu tio materno.
A princesa passou os seus primeiros anos em Hanôver, onde o seu pai era vice-rei em nome do seu irmão, o rei Jorge IV.
A princesa Augusta tinha um irmão, o príncipe Jorge, Duque de Cambridge, e uma irmã, a princesa Maria Adelaide, depois duquesa de Teck. Como tal, a princesa Augusta era prima directa da rainha Vitória e tia da princesa Maria de Teck, consorte do rei Jorge V.

## Casamento
No dia 28 de junho de 1843, a princesa Augusta casou-se com o seu primo directo Frederico Guilherme de Meclemburgo-Strelitz, no Palácio de Buckingham em Londres. Os dois também eram primos em segundo grau pelo lado do pai. Após o casamento, o título de Augusta foi elevado para "Grã-duquesa herdeira de Meclemburgo-Strelitz" e, no dia 6 de setembro de 1860, para "Grã-duquesa de Meclemburgo-Strelitz", depois da morte do seu sogro.
O casamento produziu dois filhos:
- Frederico Guilherme de Meclemburgo-Strelitz (nascido e morto em Londres no dia 13 de janeiro de 1845)
- Adolfo Frederico V, Grão-Duque de Meclemburgo-Strelitz (22 de julho de 1848 – 11 de junho de 1914), que sucedeu ao seu pai como grão-duque em maio de 1904.

## Últimos anos
Apesar de ter passado grande parte da sua vida adulta na Alemanha, a grã-duquesa Augusta manteve laços de amizade fortes com a família real britânica, visitando frequentemente a sua mãe, a Duquesa de Cambridge, nos seus aposentos no Palácio de Kensington.
Após a morte da mãe em 1889, a grã-duquesa comprou uma casa na área de Buckingham Gate onde passava uma grande parte do ano até que a sua idade avançada a impediu de viajar para o estrangeiro.

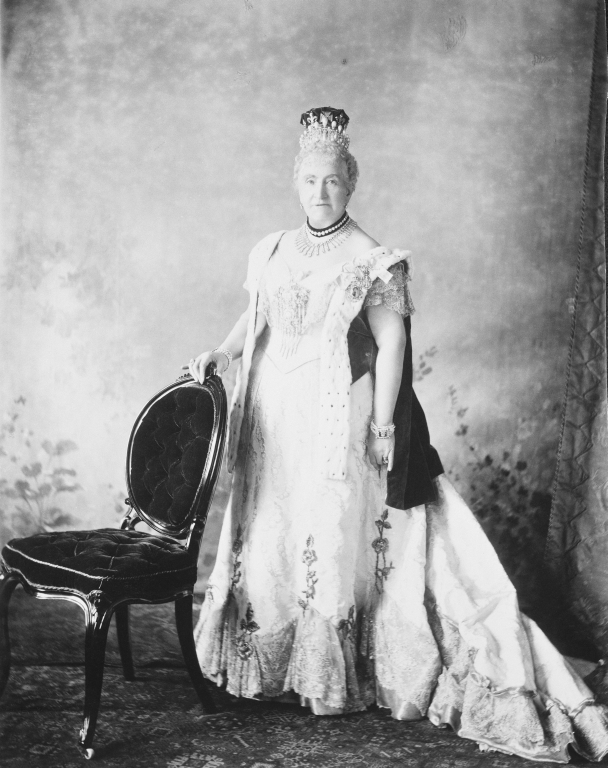
Augusta na coroação do rei Eduardo VII, 1902

Quando estava a fazer os preparativos para a coroação do rei Eduardo VII e da rainha Alexandra em 1902, o duque de Norfolk consultou-a sobre etiqueta e guarda-roupa, uma vez que ela tinha estado presente na coroação do rei Guilherme IV e da rainha Adelaide setenta e um anos antes. Tinha nove anos da altura e lembrava-se de ter beijado a mão da rainha. Já antes tinha dado conselhos para a coroação da rainha Vitória, nenhum dos quais se encontra escrito, uma vez que na altura Augusta tinha apenas dezasseis anos.
A grã-duquesa era particularmente chegada à sua sobrinha, a futura rainha Maria de Teck. Contudo, a sua idade avançada fez com que não lhe fosse possível estar presenta na sua coroação na Abadia de Westminster no dia 22 de junho de 1911.
Após o rebentar da Primeira Guerra Mundial, o governo britânico suspendeu a pensão que Augusta recebia como membro da família real britânica. Durante a guerra, a embaixada sueca passava cartas da rainha para a sua tia que continuou a viver na Alemanha.
Na sua velhice, Augusta era conhecida por causar zangas entre a família. Quando a princesa Maud de Gales se tornou rainha da Noruega, afirmou que ela tinha herdado um trono revolucionário e durante as celebrações do jubileu de diamante da rainha Vitória, perguntou em voz alta porque é que ela está a agradecer a Deus no meio da rua? quando a rainha estava sentada na sua carruagem a receber a bênção.
Também era conhecida por ser muito perspicaz e inteligente. No seu livro "Queen Mary" (a biografia oficial da rainha), James Pope-Hennessy diz que Augusta não gostava da nova arte da fotografia, temendo que esta fosse prejudicar a vida privada das figuras reais.
A grã-duquesa viúva morreu em Neustrelitz e foi enterrada em Mirow. Sendo a última neta sobrevivente do rei Jorge III, foi o último elo de ligação entre a família real britânica e a Casa de Hanôver.
Na altura da sua morte Augusta, que tinha 94 anos, 4 meses e 16 dias de idade, era a princesa britânica mais velha de sempre, um recorde apenas ultrapassado em 1977 pela princesa Alice de Albany que morreu aos 97 anos.